# 愛知学院大学歯科衛生専門学校

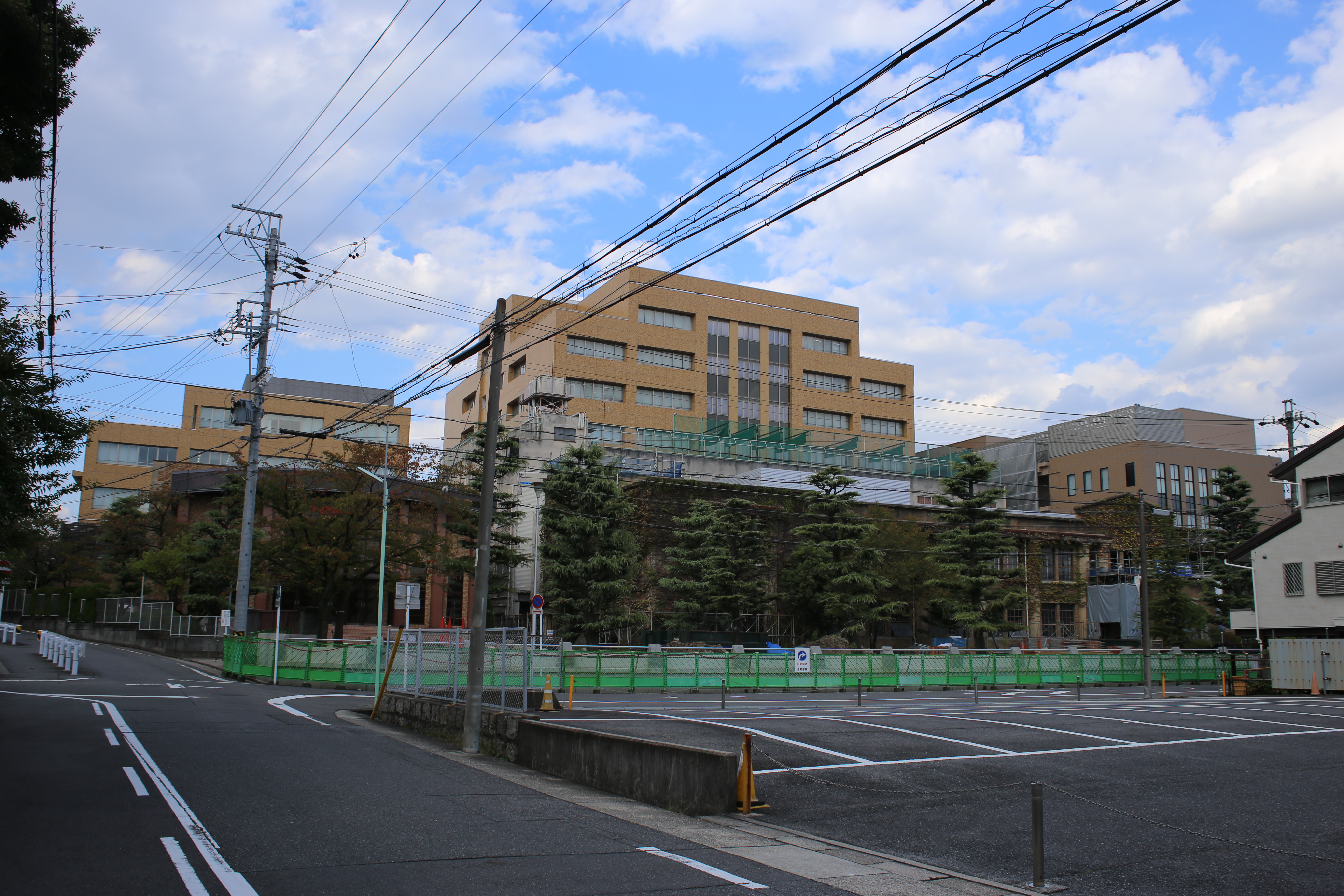
学校があった愛知学院大学楠元キャンパス（2015年12月）

愛知学院大学歯科衛生専門学校（あいちがくいんだいがくしかえいせいせんもんがっこう）は、学校法人愛知学院が運営する歯科衛生士を養成する専門学校である。
なお生徒の募集は2006年で終了しており、今後廃止が予定されている。

## 沿革
- 1968年（昭和43年）4月 - 愛知学院大学歯科衛生士学院として開校
- 1977年（昭和52年）4月 - 名称を「愛知学院大学歯科衛生専門学校」に変更
- 2006年（平成18年） - 募集停止。愛知学院大学短期大学部の学科に改組。

## 学科
- 歯科衛生士科

## 所在地
愛知県名古屋市千種区楠元町1-100